# Динков, Василий Александрович
Васи́лий Алекса́ндрович Динко́в (25 декабря 1924, Луначарское — 25 июня 2001, Москва) — Герой Социалистического Труда, лауреат Государственной премии СССР и Государственной премии Российской Федерации. Министр газовой, а затем нефтяной промышленности СССР.

## Биография
Родился в семье крестьянина. По национальности — болгарин. Работать начал в 1941 году на должности экспедитора Краснодарского горпищеторга.
В 1942–1947 годах служил в армии, участник Великой Отечественной войны, в 1946 году вступил в ВКП(б).
С 1947 года после увольнения из армии работал в колхозе «Путь Ильича» Пашковского района Краснодарского края на должности председателя колхоза.
В 1954 году после окончания Азербайджанского индустриального института занимал должности старшего инспектора нефтепромыслового управления «Абиннефть», начальника отдела объединения «Краснодарнефть».
С 1962 года начальник Краснодарского управления магистральных газопроводов.
В 1965–1966 годах — начальник объединения «Кубаньгазпром».
С 1966 года перешёл в Министерство газовой промышленности СССР, занимал должности: начальник Главного управления (с 1966 по 1970 год), заместитель (с 1970 по 1979 год), затем первый заместитель министра (с 1979 по 1981 год).
В мае 1981 — феврале 1985 года — министр газовой промышленности СССР.
В феврале 1985 — июне 1989 года — министр нефтяной промышленности СССР. Выступал на XXVII съезде КПСС в марте 1986 года.
Депутат Совета Национальностей Верховного Совета СССР 10-11 созывов (1979—1989) от Туркменской ССР. Член ЦК КПСС в 1986—1990 гг.
В 1989 году вышел на пенсию.
В 1991 году организовал и возглавил российско-швейцарское предприятие «СЖС- Энергодиагностика» («Голубой Поток», «Сахалин-2», Каспийский Трубопроводный Консорциум и т. д.).
В 1993 году был избран руководителем Содружество Независимых Государств (СНГ).
В 1995 году был назначен председателем тендерного комитета ОАО «Газпром».
До 1999 года являлся членом Совета директоров ОАО «Газпром».

Могила на Новодевичьем кладбище

Умер в 2001 году. Похоронен в Москве на Новодевичьем кладбище.

## Память
- Имя В. А. Динкова носит танкер-накопитель «Василий Динков». К 1 января 2008 года судно должно было отправиться с верфи в Южной Корее, в порт приписки Санкт-Петербург. Это судно усиленного ледового класса — первенец северного флота, который будет предназначен для доставки нефти из арктических месторождений по Северному морскому пути. Грузоподъёмность этого танкера порядка 70 тысяч тонн нефти[2].
- В Краснодаре 16 ноября 2010 года открыт бюст В. А. Динкова на ул. Шоссе нефтяников, возле здания ООО «Газпром добыча Краснодар». Скульптор О. Ф. Яковлева.[3]

Бюст В. А. Динкова в Краснодаре

## Награды
- Герой Социалистического Труда (1984).
- Награждён тремя орденами Ленина, орденом Октябрьской Революции, орденом Отечественной войны 1-й степени, орденом Трудового Красного Знамени.
- Лауреат Государственной премии СССР (1980).
- Лауреат Государственной премии Российской Федерации (1994).
- Ветеран труда
- Ветеран труда газовой промышленности
- Почетный работник газовой промышленности
- Почетный нефтяник